# Erica flexicaulis
Erica flexicaulis là một loài thực vật có hoa trong họ Thạch nam. Loài này được Dryand. mô tả khoa học đầu tiên năm 1811.